# 庫普塔納島
庫普塔納島（Isla Cuptana）是智利的島嶼，位於伊瓦涅斯將軍的艾森大區，屬於喬諾斯群島的一部分，面積320平方公里，島上最高點海拔1,680米，山頂全年覆蓋著白雪。
45°5′S 74°10′W / 45.083°S 74.167°W